# ルキンフォー
「ルキンフォー」は、日本のロックバンド・スピッツの楽曲。2007年4月18日にユニバーサルミュージックより通算32作目のシングルとして発売。レーベルはユニバーサルJ。

## 概要
「レコード会社直営♪」CMソング。発売直後の同年5月にはトヨタ自動車のミニバン『アイシス』のCMソングとしても使用された。
タイトルは「Looking for」（探すこと）に由来する。歌詞は比喩表現とストレートな部分とが入り混じっており、歌詞の内容も恋愛要素はなく、前向きな応援歌となっている。サビでベースはスライドを多用しており、PVでも確認できる。
シングルリリースに伴い、ニューヨークのスターリングサウンドにて、テッド・ジェンセンによってマスタリングされた。

### PV
PVでは過去のスピッツのPVのシーンが多数引用されている。最後の4人で歩いて行くシーンの撮影地は千葉県市川市の河川敷。
- 冒頭:「インディゴ地平線」
- 演奏シーン:「愛のしるし」
- 寝そべるメンバー4人:「スパイダー」
- はためくシーツと杖を持つ三輪：「空も飛べるはず」
- 双眼鏡を持つ草野：「青い車」
- バレリーナ：「ハネモノ」、またバレリーナ役を演じているのは「さわって・変わって」の少女の一人（チェルシー舞花）
- バレリーナのうなじのアップ：「愛のことば」
- 額縁と丸い画角：「裸のままで」
- 赤いバックの演奏シーン：「スパイダー」
- 3D眼鏡をかけた三輪：「楓」
- グローブを持つ田村：「空も飛べるはず」
- カンテラを持つ崎山：「遥か」
- ピエロ：「渚」
- 地球儀：「裸のままで」
- 脚立に座る田村：「ヒバリのこころ」
- 仰向けで並ぶメンバー4人：「運命の人」
- 宇宙飛行士：「流れ星」
- スローモーションの演奏シーン：「青い車」
- 窓にリンゴを投げ込むシーン：「遥か」
- こぼれ落ちるピンポン玉：「冷たい頬」、落ち方は「正夢」
- 帽子をかぶった少女：「テクテク」
- 三角錐とリンゴ：「メモリーズ」

## 収録曲
全曲 作詞・作曲：草野正宗　編曲：スピッツ&亀田誠治
1. ルキンフォー
2. ラクガキ王国

## 参加ミュージシャン
ルキンフォー
- 草野マサムネ - Vocals, Guitars
- 三輪テツヤ - Guitars
- 田村明浩 - Bass
- 﨑山龍男 - Drums

ラクガキ王国
- 草野マサムネ-Vocals, Guitars
- 三輪テツヤ-Guitars
- 田村明浩-Bass Guitar
- 﨑山龍男-Drums
- 皆川真人 - Keyboards

## 収録アルバム
- さざなみCD（#1）
- CYCLE HIT 2006-2017 Spitz Complete Single Collection（#1）
- おるたな（#2）